# Xenandra pallida
Xenandra pallida är en fjärilsart som beskrevs av Percy I. Lathy 1932. Xenandra pallida ingår i släktet Xenandra och familjen Riodinidae. Inga underarter finns listade i Catalogue of Life.